# Liste der denkmalgeschützten Objekte in Chyše
Grundlage dieser Liste der denkmalgeschützten Objekte in Chyše ist die ÚSKP-Liste (Ústřední seznam kulturních památek České republiky, deutsch Zentrale Liste der Kulturdenkmäler der Tschechischen Republik), die von der tschechischen Denkmalschutzbehörde NPÚ (Národní památkový ústav, deutsch Nationale Denkmalbehörde) seit 1987 geführt wird und an die seit dem Jahr 1850 geschaffenen Listen anschließt.

## Chyše(Chiesch)
| Lage                                                                        | Objekt                                        | Beschreibung | ÚSKP-Nr.                  | Bild                                |
| --------------------------------------------------------------------------- | --------------------------------------------- | --- | ------------------------- | ----------------------------------- |
| Chyše 30 (Standort)                                                         | Schloss Chyše                                 | Schloss Chiesch (Zámek Chyše) | 32490/4-1274 Info Katalog | weitere Bilder                      |
| Chyše, vor dem Haus Nr. 77 (Standort)                                       | Brunnen                                       | Brunnen | 28824/4-4328 Info Katalog | Brunnen                             |
| Chyše, vor dem Haus Nr. 202, auf dem Špičák (Standort)                      | Mariensäule                                   | Statue der Maria Immaculata (Statue der Unbefleckten Jungfrau Maria) | 28080/4-1277 Info Katalog | Mariensäule                         |
| Chyše, im Ort am Kloster (Standort)                                         | Kirche Maria Namen (Kostel Jména Panny Marie) | Ursprünglich eine gotische Klosterkirche vom Ende des 15. Jahrhunderts, im 17. und 18. Jahrhundert frühbarock umgebaut. | 28391/4-1279 Info Katalog | weitere Bilder                      |
| Chyše 1, östlich vom Schloss (Standort)                                     | Karmelitenkloster                             | Karmelitenkloster (Klášter karmelitánů) | 28116/4-1278 Info Katalog | weitere Bilder                      |
| Chyše, Žižkovo náměstí (Standort)                                           | Brunnen                                       | Brunnen | 35584/4-1276 Info Katalog | Brunnen                             |
| Chyše, Žižkově náměstí, am Brunnen (Standort)                               | Kreuz                                         | Kreuz | 25559/4-4181 Info Katalog | Kreuz                               |
| Chyše (Standort)                                                            | Stadtbefestigung                              | Stadtbefestigung (Městské opevnění) | 17708/4-1282 Info Katalog | BW                                  |
| Chyše, gegenüber Haus Nr. 187 (Standort)                                    | Nischenkapelle St. Anna                       | Nischenkapelle St. Anna (Výklenková kaplička svaté Anny) | 18225/4-1281 Info Katalog | weitere Bilder                      |
| Chyše, vor dem Schloss (Standort)                                           | Statue des hl. Sebastian                      | Statuen des hl. Sebastian, des hl. Adalbert, des hl. Josef und des hl. Johannes von Nepomuk, umgesetzt von der Brücke (Sochy sv. Šebestiána, sv. Vojtěcha, sv. Josefa, sv. Jana Nepomuckého) | 18271/4-1275 Info Katalog | Statue des hl. Sebastian            |
| Chyše, vor dem Schloss (Standort)                                           | Statue des hl. Adalbert                       | Statuen des hl. Sebastian, des hl. Adalbert, des hl. Josef und des hl. Johannes von Nepomuk, umgesetzt von der Brücke | 18271/4-1275 Info Katalog | Statue des hl. Adalbert             |
| Chyše, vor dem Schloss (Standort)                                           | Statue des hl. Josef                          | Statuen des hl. Sebastian, des hl. Adalbert, des hl. Josef und des hl. Johannes von Nepomuk, umgesetzt von der Brücke | 18271/4-1275 Info Katalog | Statue des hl. Josef                |
| Chyše, vor dem Schloss (Standort)                                           | Statue des hl. Johannes von Nepomuk           | Statuen des hl. Sebastian, des hl. Adalbert, des hl. Josef und des hl. Johannes von Nepomuk, umgesetzt von der Brücke | 18271/4-1275 Info Katalog | Statue des hl. Johannes von Nepomuk |
| Chyše, an der Kreuzung ul. Ke Kablu und Žižkovo náměstí (Standort)          | Kapelle des hl. Johannes von Nepomuk          | Kapelle des hl. Johannes von Nepomuk (Kaple sv. Jana Nepomuckého) - vermutlich eine klassizistische Kapelle von 1857, umgebaut 1925. | 106801 Info Katalog       | weitere Bilder                      |
| Chyše-Podštěly, am östlichen Stadtrand von Chyše, auf dem Špičák (Standort) | Mariä-Verkündigungs-Kirche                    | Mariä-Verkündigungs-Kirche (Zvěstování Panny Marie), auch Friedhofskirche Heilig-Kreuz (Kostel hřbitovní Povýšení svatého Kříže) genannt, auf dem Špičák am östlichen Stadtrand. Frühbarocke Kirche vom Baumeister Johann Baptist Rappa (1710). Zum Kulturdenkmal gehören: Kirche, Leichenhalle, Einfriedung, Tor und Kapelle I und II. | 46738/4-1280 Info Katalog | weitere Bilder                      |
| Podštěly (Badstübel), OT von Chyše (Standort)                               | Kapelle Podštěly                              | Kapelle | 27889/4-1284 Info Katalog | Kapelle Podštěly                    |